# Stazione di Castellammare di Stabia Marittima
La stazione di Castellammare di Stabia Marittima è uno scalo merci a servizio del porto di Castellammare di Stabia che ha funzionato per quasi 100 anni: in questo arco di tempo non ha mai avuto traffico passeggeri. La stazione è posta all'estremità di un tronco dell'omonimo raccordo.

## Storia
Quando il porto di Castellammare di Stabia iniziò a ricoprire un ruolo sempre più importante nel trasporto delle merci in Campania, si decise la costruzione di un raccordo che collegasse la ferrovia Torre Annunziata - Gragnano sia con il porto che con i Cantieri Navali: proprio all'entrata del porto vi era un bivio che conduceva a queste due diverse destinazioni.
La stazione venne inaugurata nel 1886 ed era dotata di un binario che permetteva ai treni di invertire il senso di marcia per raggiungere i vicini magazzini generali dove veniva conservato sale e grano. I treni merci erano abbastanza frequenti e solitamente si attestavano alla stazione di Castellammare di Stabia.
Alla fine degli anni settanta vi fu la chiusura dei magazzini generali ed il trasporto di grano, soprattutto per i pastifici di Gragnano, venne affidato ai camion: la stazione perse così la sua importanza e venne definitivamente chiusa. Per anni però sul suo binario hanno sostato diversi carri merci.
Oggi è possibile vedere ancora sia il binario della stazione, delimitato da muro e cancello, sia il binario che si attestava vicino ai magazzini generali: questa zona attualmente è usata come parcheggio.

## Futuro
Nell'immediato futuro i binari verranno rimossi, così con il muro di cinta, per far posto sia ad un parcheggio che all'ingresso del nuovo terminal crocieristico. D'altro canto la stazione non potrebbe più ricoprire alcun ruolo nello scambio merci visto il sopravvento del trasporto sul gomma ed un traffico merci che negli ultimi anni è notevolmente calato rispetto al passato e formato prevalentemente da legno e grano.